# Rugby-League-Weltmeisterschaft 1995
Die elfte Rugby-League-Weltmeisterschaft fand 1995 in Großbritannien statt. Im Finale gewann Australien 16:8 gegen England und gewann damit die WM zum achten Mal.

## Austragungsorte
| Stadt        | Stadion                         | Kapazität |
| ------------ | ------------------------------- | --------- |
| London       | Wembley Stadium                 | 82.000    |
| Trafford     | Old Trafford                    | 44.000    |
| Wigan        | Central Park                    | 30.000    |
| Cardiff      | Ninian Park                     | 21.508    |
| Huddersfield | Alfred McAlpine Stadium         | 20.000    |
| Leeds        | Headingley Carnegie Stadium     | 20.000    |
| St Helens    | Knowsley Road                   | 17.500    |
| Gateshead    | Gateshead International Stadium | 11.800    |
| Swansea      | Vetch Field                     | 11.500    |
| Hull         | The Boulevard                   | 10.000    |
| Warrington   | Wilderspool Stadium             | 9.000     |
| Bradford     | Lawkholme Lane                  | 7.800     |

## Vorrunde
Für einen Sieg gab es zwei Punkte, für ein Unentschieden einen. Aus der ersten Gruppe kamen die ersten zwei weiter, aus den beiden anderen nur der erste.

### Gruppe A
|    | Land       | Spiele | Siege | Unent. | Ndlg. | Spiel- punkte | Diff. | Tabellen- punkte |
| -- | ---------- | ------ | ----- | ------ | ----- | ------------- | ----- | ---------------- |
| 1. | England    | 3      | 3     | 0      | 0     | 112:16        | + 96  | 6                |
| 2. | Australien | 3      | 2     | 0      | 1     | 168:26        | + 142 | 4                |
| 3. | Fidschi    | 3      | 1     | 0      | 2     | 52:118        | - 66  | 2                |
| 4. | Südafrika  | 3      | 0     | 0      | 3     | 12:184        | - 172 | 0                |

| 7. Oktober | England       | 20 : 16 | Australien | Wembley Stadium, London Zuschauer: 41.271 Schiedsrichter: Stuart Cummings |
| 7. Oktober | (4:6) Bericht |         |            | Wembley Stadium, London Zuschauer: 41.271 Schiedsrichter: Stuart Cummings |

| 8. Oktober | Fidschi        | 52 : 6 | Südafrika | Lawkholme Lane, Bradford Zuschauer: 4.845 Schiedsrichter: David Manson |
| 8. Oktober | (16:6) Bericht |        |           | Lawkholme Lane, Bradford Zuschauer: 4.845 Schiedsrichter: David Manson |

| 10. Oktober | Australien     | 86 : 6 | Südafrika | Gateshead International Stadium, Gateshead Zuschauer: 9.181 Schiedsrichter: Russell Smith |
| 10. Oktober | (52:0) Bericht |        |           | Gateshead International Stadium, Gateshead Zuschauer: 9.181 Schiedsrichter: Russell Smith |

| 11. Oktober | England        | 46 : 0 | Fidschi | Central Park, Wigan Zuschauer: 26.263 Schiedsrichter: Dennis Hale |
| 11. Oktober | (30:0) Bericht |        |         | Central Park, Wigan Zuschauer: 26.263 Schiedsrichter: Dennis Hale |

| 14. Oktober | Australien     | 66 : 0 | Fidschi | Alfred McAlpine Stadium, Huddersfield Zuschauer: 7.127 Schiedsrichter: Eddie Ward |
| 14. Oktober | (32:0) Bericht |        |         | Alfred McAlpine Stadium, Huddersfield Zuschauer: 7.127 Schiedsrichter: Eddie Ward |

| 14. Oktober | England        | 46 : 0 | Südafrika | Headingley Carnegie Stadium, Leeds Zuschauer: 14.041 Schiedsrichter: David Manson |
| 14. Oktober | (16:0) Bericht |        |           | Headingley Carnegie Stadium, Leeds Zuschauer: 14.041 Schiedsrichter: David Manson |

### Gruppe B
|    | Land            | Spiele | Siege | Unent. | Ndlg. | Spiel- punkte | Diff. | Tabellen- punkte |
| -- | --------------- | ------ | ----- | ------ | ----- | ------------- | ----- | ---------------- |
| 1. | Neuseeland      | 2      | 2     | 0      | 0     | 47:30         | + 17  | 4                |
| 2. | Tonga           | 2      | 0     | 1      | 1     | 52:53         | - 1   | 1                |
| 3. | Papua-Neuguinea | 2      | 0     | 1      | 1     | 34:50         | - 16  | 1                |

| 8. Oktober | Neuseeland     | 25 : 24 | Tonga | Wilderspool Stadium, Warrington Zuschauer: 8.083 Schiedsrichter: David Campbell |
| 8. Oktober | (12:6) Bericht |         |       | Wilderspool Stadium, Warrington Zuschauer: 8.083 Schiedsrichter: David Campbell |

| 10. Oktober | Papua-Neuguinea | 28 : 28 | Tonga | The Boulevard, Hull Zuschauer: 5.121 Schiedsrichter: Claude Alba |
| 10. Oktober | (0:20) Bericht  |         |       | The Boulevard, Hull Zuschauer: 5.121 Schiedsrichter: Claude Alba |

| 13. Oktober | Neuseeland     | 22 : 6 | Papua-Neuguinea | Knowsley Road, St Helens Zuschauer: 8.679 Schiedsrichter: Stuart Cummings |
| 13. Oktober | (16:2) Bericht |        |                 | Knowsley Road, St Helens Zuschauer: 8.679 Schiedsrichter: Stuart Cummings |

### Gruppe C
|    | Land       | Spiele | Siege | Unent. | Ndlg. | Spiel- punkte | Diff. | Tabellen- punkte |
| -- | ---------- | ------ | ----- | ------ | ----- | ------------- | ----- | ---------------- |
| 1. | Wales      | 2      | 2     | 0      | 0     | 50:16         | + 34  | 4                |
| 2. | Westsamoa  | 2      | 1     | 0      | 1     | 66:32         | + 34  | 2                |
| 3. | Frankreich | 2      | 0     | 0      | 2     | 16:84         | - 68  | 0                |

| 9. Oktober | Wales   | 28 : 6 | Frankreich | Ninian Park, Cardiff Zuschauer: 10.250 Schiedsrichter: Eddie Ward |
| 9. Oktober | Bericht |        |            | Ninian Park, Cardiff Zuschauer: 10.250 Schiedsrichter: Eddie Ward |

| 12. Oktober | Westsamoa      | 56 : 10 | Frankreich | Ninian Park, Cardiff Zuschauer: 2.173 Schiedsrichter: Kelvin Jeffes |
| 12. Oktober | (26:4) Bericht |         |            | Ninian Park, Cardiff Zuschauer: 2.173 Schiedsrichter: Kelvin Jeffes |

| 15. Oktober | Wales           | 22 : 10 | Westsamoa | Vetch Field, Swansea Zuschauer: 15.385 Schiedsrichter: Russell Smith |
| 15. Oktober | (14:10) Bericht |         |           | Vetch Field, Swansea Zuschauer: 15.385 Schiedsrichter: Russell Smith |

## Finalrunde
|  | Halbfinale | Halbfinale | Halbfinale |  |  | Finale | Finale     | Finale |
|  |            |            |            |  |  |        |            |        |
|  |            |            |            |  |  |        |            |        |
|  | A1         | England    | 25         |  |  |        |            |        |
|  | C1         | Wales      | 10         |  |  |        |            |        |
|  |            |            |            |  |  | A1     | England    | 8      |
|  |            |            |            |  |  | A2     | Australien | 16     |
|  | A2         | Australien | 30         |  |  |        |            |        |
|  | B1         | Neuseeland | 20         |  |  |        |            |        |
|  |            |            |            |  |  |        |            |        |

### Halbfinale
| 21. Oktober | England        | 25 : 10 | Wales | Old Trafford, Trafford Zuschauer: 30.042 Schiedsrichter: Eddie Ward |
| 21. Oktober | (11:4) Bericht |         |       | Old Trafford, Trafford Zuschauer: 30.042 Schiedsrichter: Eddie Ward |

| 22. Oktober | Australien     | 30 : 20 | Neuseeland | Alfred McAlpine Stadium, Huddersfield Zuschauer: 16.608 Schiedsrichter: Russell Smith |
| 22. Oktober | (14:4) Bericht |         |            | Alfred McAlpine Stadium, Huddersfield Zuschauer: 16.608 Schiedsrichter: Russell Smith |

### Finale
| 28. Oktober | Australien     | 16 : 8 | England | Wembley Stadium, London Zuschauer: 66.540 Schiedsrichter: Stuart Cummings |
| 28. Oktober | (10:4) Bericht |        |         | Wembley Stadium, London Zuschauer: 66.540 Schiedsrichter: Stuart Cummings |